# Erlicht

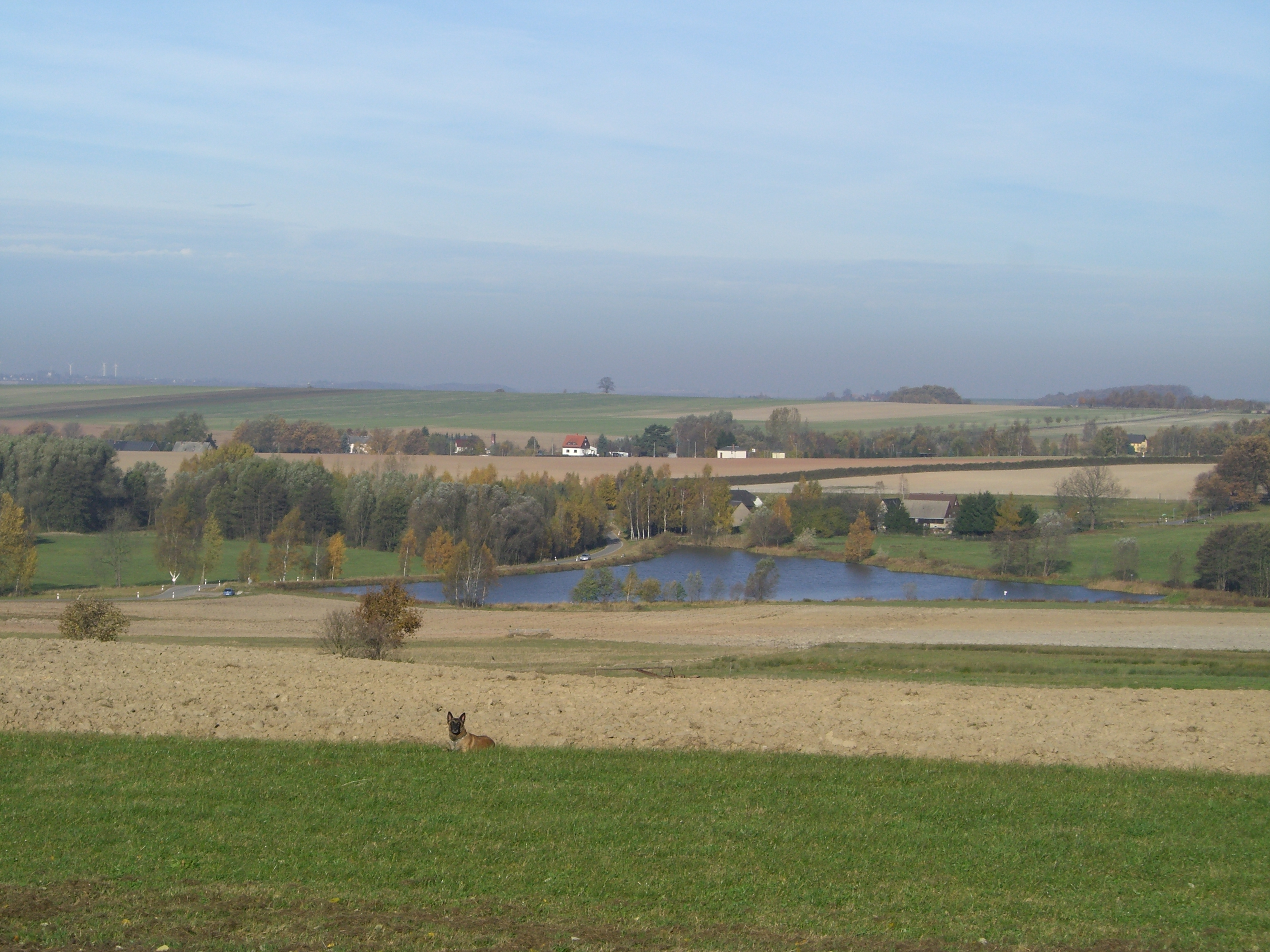
Erlicht, Blick von der Flur Niederschöna

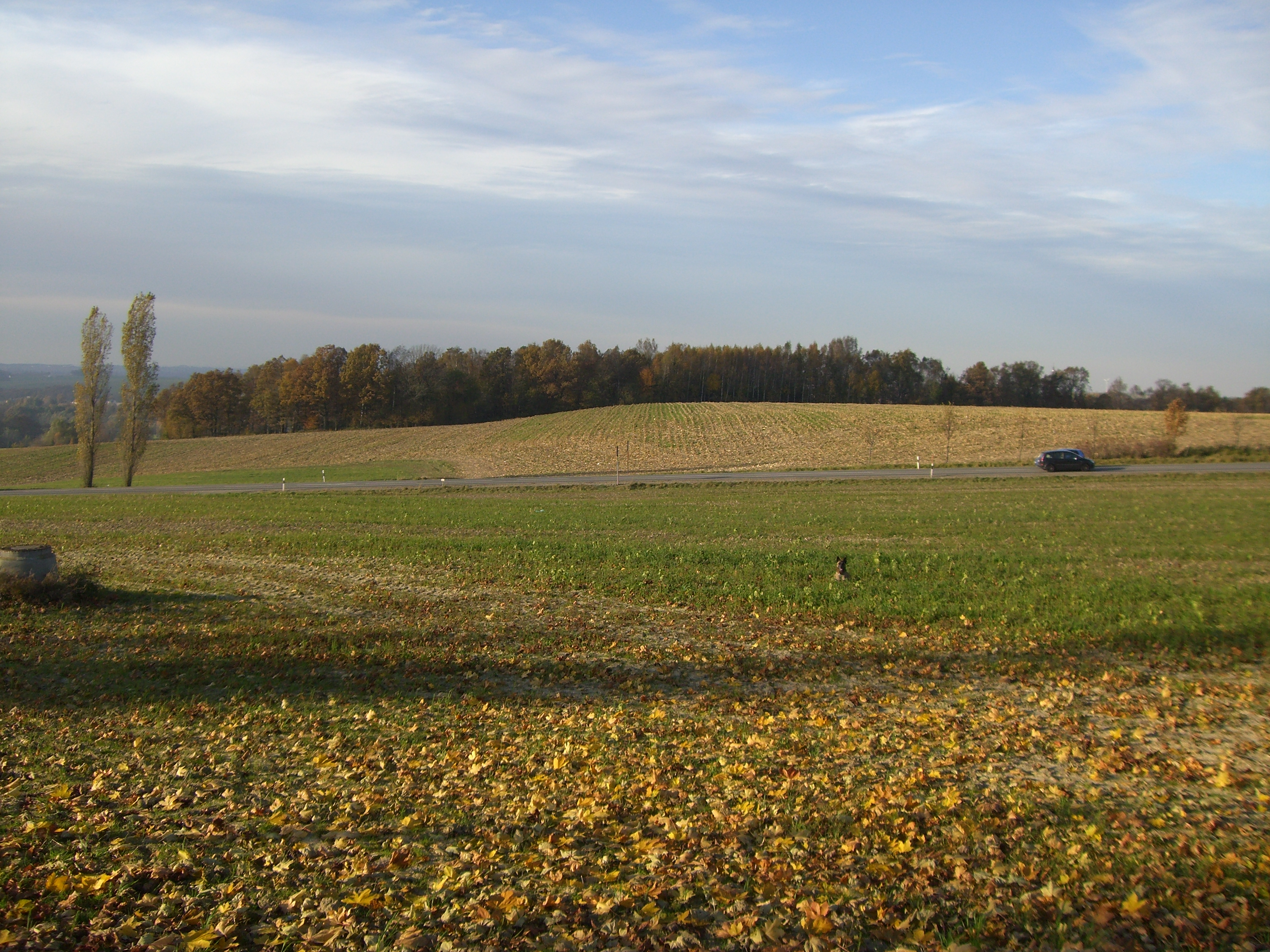
Ehemalige Steinbrüche

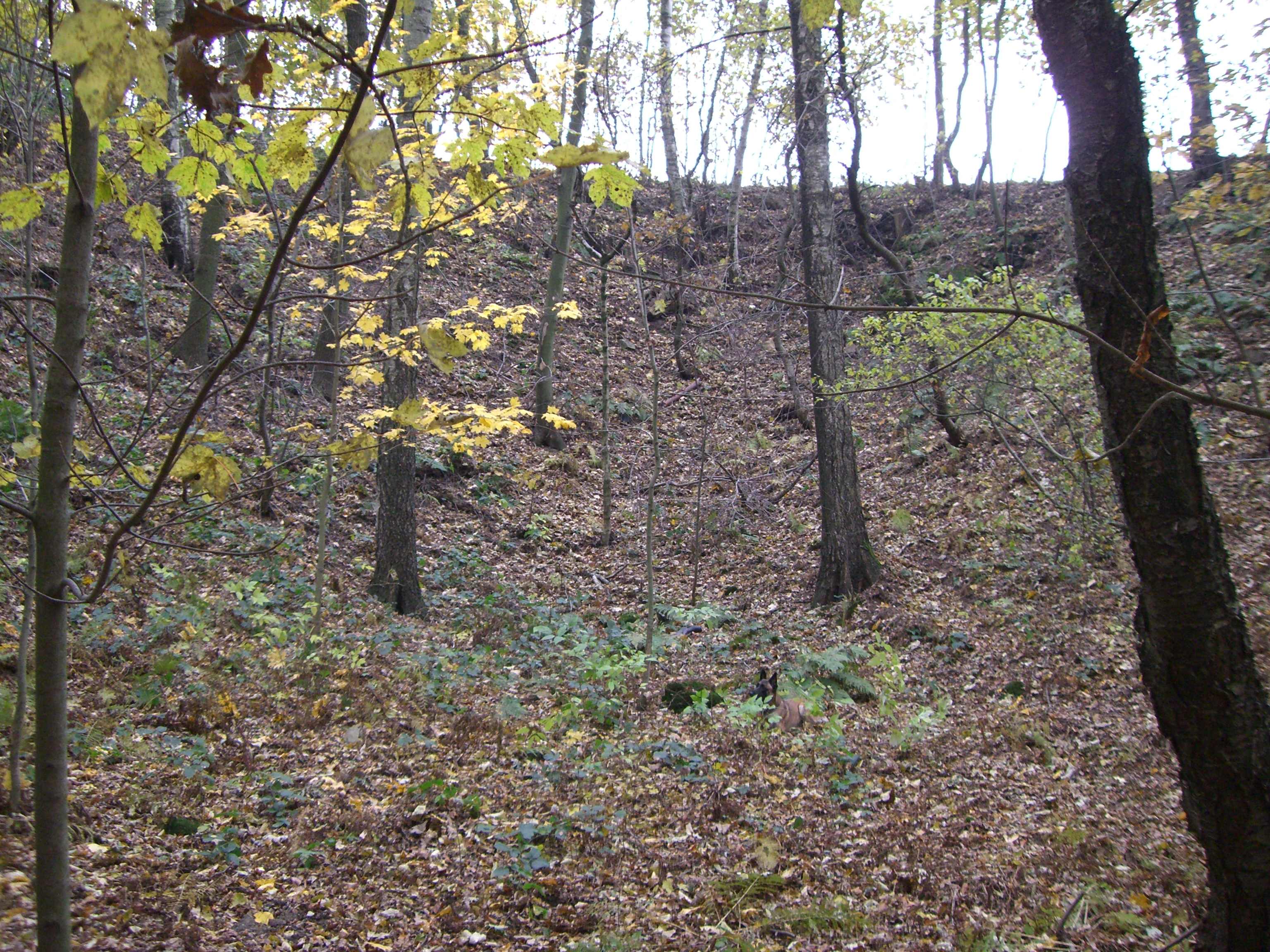
Im ehemaligen Sandsteinbruch

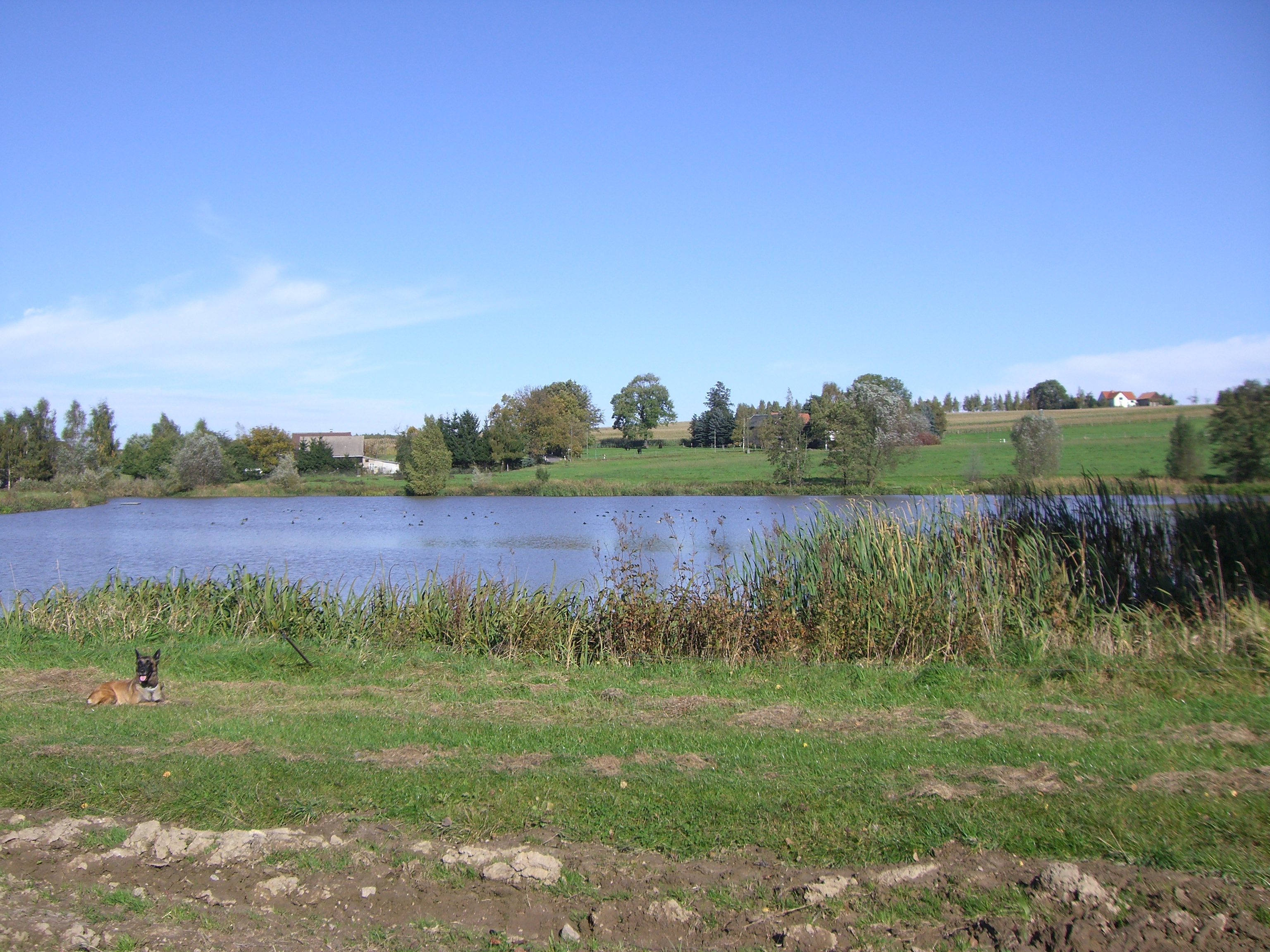
Feuerlösch- und Angelteich

Erlicht ist ein Ortsteil der Gemeinde Halsbrücke im Landkreis Mittelsachsen. Er wurde am 1. April 1948 zusammen mit Herrndorf nach Hetzdorf eingemeindet. Mit der Gemeinde Hetzdorf kam er am 1. März 1994 zur Gemeinde Niederschöna und am 1. Januar 2006 zur Gemeinde Halsbrücke.

## Geografie

### Lage und Verkehr
Erlicht liegt etwa zehn Kilometer nördlich der Kreisstadt Freiberg und sieben Kilometer nordöstlich von Halsbrücke in der breiten Aue des Erlichtbaches in der Nähe des Tharandter Waldes, umgeben von Niederschöna, Oberschaar, Haida und Hetzdorf, alles Ortsteile von Halsbrücke.
Das Dorf ist an das Netz des öffentlichen Personennahverkehrs angeschlossen und über die B 173 gut aus Richtung Dresden und Freiberg erreichbar.

### Nachbarorte
|            | Haida                                       |                                     |
| Oberschaar | Kompassrose, die auf Nachbargemeinden zeigt | Hetzdorf mit Hutha und Wüsthetzdorf |
|            | Niederschöna                                |                                     |

## Geschichte
Erlicht wird erst 1538 erwähnt als dy Gemein von Erlicht. Der Ortsname der Streusiedlung mit Parzellenflur bezieht sich auf einen Erlenbusch. Umgeben von den landesherrlichen Verwaltungsbezirken der Kreisämter Freiberg und Meißen gehörte Erlicht als Exklave bis 1856 zum kursächsischen bzw. königlich-sächsischen Amt Grillenburg. 
Auf Grund des nahegelegenen Tharandter Waldes hatte Erlicht, nachweisbar in einer Urkundennotiz von 1638, für die kurfürstlichen Jagden vier Jäger für die Wolfsjagden zu stellen. Im Jahre 1752 ist das Dorf, das Gerichtsschöppen und einen Schulvorstand besaß, nach Niederschöna gepfarrt. Ab 2001 gehört der Ort zur Kirchgemeinde Niederschöna-Oberschaar. Das zum Amt Tharandt-Grillenburg gehörige Amtsdorf Erlicht stand bereits Anfang des 19. Jahrhunderts in kommunaler Verbindung des ebenfalls zum Amt Tharandt-Grillenburg gehörigen Orts Herrndorf.
1856 wurde Erlicht dem Gerichtsamt Freiberg und nach Trennung von Justiz und Verwaltung 1875 der Amtshauptmannschaft Freiberg angegliedert. Der Feuerlösch- und Angelteich am westlichen Dorfende entstand durch Aufstau des Erlichtbaches, der vor Oberschaar dem Rodelandbach zufließt. Er wurde zur Bewässerung der Felder und zur Fischzucht angelegt. Am leicht ansteigenden Nordhang befanden sich Sandsteinbrüche, die bis ins 20. Jahrhundert von den Anwohnern genutzt wurden.
Im Jahre 1890 wurde das Dorf Ortsteil von Herrndorf und am 1. April 1948 von Hetzdorf. Durch die zweite Kreisreform in der DDR kam Erlicht als Teil der Gemeinde Hetzdorf im Jahr 1952 zum Kreis Freiberg im Bezirk Chemnitz (1953 in Bezirk Karl-Marx-Stadt umbenannt), der ab 1990 als sächsischer Landkreis Freiberg fortgeführt wurde und 2008 im Landkreis Mittelsachsen aufging. Am 1. März 1994 wurde die Gemeinde Hetzdorf mit ihren Ortsteilen nach Niederschöna eingemeindet. Diese Gemeinde wurde wiederum am 1. Januar 2006 nach Halsbrücke eingemeindet. Während Erlicht als eigenständiger Ortsteil der Gemeinde Halsbrücke gilt, wird Herrndorf heute zum Ortsteil Hetzdorf gezählt. Erlicht wurde folglich kleinster Ortsteil von Halsbrücke.

### Entwicklung der Einwohnerzahlen
1617: 10 Häusler, 1764: 11 Häusler
Einwohnerzahlen (Jahr/Einwohner): 1834: 89; 1871: 134; 1890: 103.